# Kommos (teatr)
Kommos - scena lamentu aktora; miejsce, w którym widzowie powinni przeżywać katharsis, np. w dramacie Sofoklesa Antygonie kommos wygłasza tytułowa bohaterka.
Kommos - śpiew aktorów w starożytnym teatrze na przemian z chórem.